# Fiskerliv i Norden
Fiskerliv i Norden er en dansk stumfilm fra 1906 produceret af Nordisk Films Kompagni og instrueret af Viggo Larsen, der også medvirker i filmen.
Filmen er optaget i Skovshoved Havn.
Filmen havde dansk biograpremiere i Biograf-Theatret.
Der findes en enkelt bevaret kopi af filmen i form af en svensk distributionskopi, der er klippet sammen med filmen Ved Havet fra 1909.

## Handling
Denne artikel mangler et handlingsreferat. Hjælp os med at skrive det.

## Medvirkende
- Viggo Larsen - Fisker, præst
- Margrethe Jespersen - Fiskerens kone
- Gustav Lund